# Carlos Izquierdoz
Carlos Roberto Izquierdoz (San Carlos de Bariloche, Río Negro, 3 de noviembre de 1988) es un futbolista argentino que juega como defensor en Lanús de la Liga Profesional de Fútbol de Argentina.

## Trayectoria

### Inicios
Izquierdoz empezó a jugar en las divisiones inferiores de Lanús en 2004. En 2009 fue cedido por una temporada, junto con otros 9 compañeros de equipo, al Club Atlético Atlanta. Esto fue debido a un acuerdo de reciprocidad que se firmó con Lanús. Disputó la temporada 2009-10 de la Primera B Metropolitana, participó en 32 encuentros y convirtió 4 goles al final de la campaña.

### Club Atlético Lanús
En 2010 regresó a Lanús para disputar el Campeonato 2010-11. Debutó en Primera División el 6 de agosto de 2010, en la victoria de Lanús en calidad de visitante contra Arsenal, ingresó a los 45 minutos del segundo tiempo en reemplazo de Santiago Salcedo. Convirtió su primer gol el 26 de marzo de 2011 en contra de Racing Club en la victoria de Lanús por 4-1 en la séptima fecha del campeonato. En este torneo, Lanús terminó como subcampeón, solamente por detrás de Vélez Sarsfield. 
En el Torneo Apertura 2011 anotó un gol en el Clásico del Sur frente a Banfield en la victoria de su equipo por 1-2 como visitante en la fecha 14. El 11 de diciembre de 2013 ganó su primer título, la Copa Sudamericana, cuando Lanús venció a Ponte Preta 2-0 como local luego de haber igualado 1-1 en Brasil.

### Santos Laguna
El 29 de mayo de 2014 se oficializó su traspaso al Club Santos Laguna. Debutó con los Guerreros el 19 de julio, en la victoria de 1-0 contra los Tiburones Rojos de Veracruz. Anotó su primer gol con el equipo el 26 de septiembre de 2014, en la derrota como local de Santos ante América. Consiguió su primer título con el equipo el 4 de noviembre, cuando Santos derrotó al Puebla en penales en la final de la Copa México Apertura 2014. El 5 de enero de 2015, previo al Torneo Clausura, fue nombrado capitán del equipo tras la salida de Oswaldo Sánchez. En su segundo torneo en México y su primero como capitán, obtuvo el título de liga cuando su equipo derrotó en la final a Querétaro por marcador global de 5-3. Consiguió su segundo título con el equipo al derrotar al Club América en el partido de Campeón de Campeones 2014-15.
El 2 de abril de 2017 cumplió 100 partidos de liga con el equipo, en la victoria como local de Santos ante Querétaro. El 20 de mayo de 2018 se proclamó nuevamente campeón de liga al derrotar en la final del Torneo Clausura 2018 al Deportivo Toluca por marcador global de 3-2. 

### Boca Juniors
En la temporada 2018-19 fue traspasado a Boca Juniors de Argentina, por una suma que rondaba los US$6 millones. El 15 de septiembre marcó de cabeza su primer gol en Boca frente a Argentinos Juniors en la fecha 5 de la Superliga Argentina 2018-19, en la victoria 1-0 en La Paternal.
El 2 de mayo de 2019 se disputó la Supercopa Argentina 2018, en la que Boca se enfrenta al Club Atlético Rosario Central. Tras el empate 0-0 en los 90 minutos, se realiza la tanda de penaltis en la que convirtió el penal para ganar por 6-5, consagrándose campeón por primera vez en dicho certamen. El 28 de septiembre convierte su segundo gol con la camiseta de Boca frente a Newell's Old Boys de Rosario.
En el año 2020, y pandemia mediante, se transformó en un baluarte de la defensa, siendo uno de sus puntos más altos el partido por octavos de final de la Copa Libertadores contra Inter de Porto Alegre donde no solo fue figura, sino que convirtió con gran autoridad el quinto penal en la tanda definitoria.
El 26 de mayo de 2021 alcanzó la suma de 100 partidos con el Club Atlético Boca Juniors, en la victoria de su club frente a The Strongest por 3 a 0 para pasar a los octavos de final de la Copa Libertadores. A finales de ese mismo año se coronaría campeón obteniendo su cuarto título con el Xeneize, la Copa Argentina 2019-20.
En febrero del año 2022, ya consolidado como capitán del equipo, marcaría su séptimo gol con Boca, de cabeza, ante Rosario Central. Tan solo un mes después, en marzo, en el encuentro del Xeneize frente a Estudiantes de la Plata sufriría la fractura de la base del quinto metatarsiano de su pie izquierdo, esta lesión le demandaría más de 3 meses afuera de las canchas. En mayo de ese mismo año volvió a las canchas, esta vez contra Racing Club por la semifinal de la Copa de la Liga Profesional 2022, en la cual se lució en la defensa y Boca superó 6-5 a Racing por penales. También volvió a las copas internacionales, en la Copa Libertadores 2022, frente a S. C. Corinthians, partido que terminó 1-1.
El 22 de mayo de 2022 consiguió su quinto título con el Xeneize, esta fue la Copa de la Liga 2022, en la cual fue titular en la final superando a Tigre por 3-0.
En julio de ese mismo año, tras la derrota contra S. C. Corinthians en los octavos de final de la Copa Libertadores 2022, fue removido del once titular, dado que, previo al encuentro, dialogó con el consejo de fútbol de Boca (Jorge "Patrón" Bermúdez, Mauricio "Chicho" Serna, Mauricio "Chelo" Delgado) acerca de unos premios económicos en caso de la eliminación del Xeneize en esa instancia, los encargados del consejo se lo negaron. Posterior a la derrota salió a la luz este evento y dio pie a que viera su salida del club. A finales de julio, también, Mauricio Serna afirmó que el defensor ya tenía cerrado el traspaso al club español Real Sporting de Gijón. Este se hizo oficial el 28 de julio, firmando un contrato por dos temporadas.

### Sporting de Gijón
Debutó en la Segunda División de España el 13 de agosto, en el campo del Club Deportivo Mirandés. En la segunda jornada liguera, anotaría su primer tanto con el Sporting tras rematar un centro de José Ángel Valdés en la victoria por 4-1 frente al Fútbol Club Andorra en el Estadio El Molinón  de Gijón.
El 23 de septiembre, en la séptima jornada liguera, asiste de cabeza a Pablo Insua en la victoria 2-1 frente a Unión Deportiva Ibiza, otra vez de local.
El 1 de octubre del 2023 en la octava fecha de liga frente al S.D Huesca, en la victoria 1-0 de visitante, jugó por primera vez con la cinta de capitán para el Gijón. Durante esa temporada de consolidó como capitán del equipo.

## Estadísticas
Actualizado al último partido jugado el 4 de noviembre de 2023.
| Club | Div.          | Temporada     | Liga  | Liga  | Liga   | Copas nacionales(1) | Copas nacionales(1) | Copas nacionales(1) | Torneos internacionales(2) | Torneos internacionales(2) | Torneos internacionales(2) | Total | Total | Total  |
| Club | Div.          | Temporada     | Part. | Goles | Asist. | Part.               | Goles               | Asist.              | Part.                      | Goles                      | Asist.                     | Part. | Goles | Asist. |
| --- | ------------- | ------------- | ----- | ----- | ------ | ------------------- | ------------------- | ------------------- | -------------------------- | -------------------------- | -------------------------- | ----- | ----- | ------ |
| C. A. Atlanta Argentina | 3.ª           | 2009-10       | 32    | 4     | 0      | —                   | —                   | —                   | —                          | —                          | —                          | 32    | 4     | 0      |
| C. A. Atlanta Argentina | Total club    | Total club    | 32    | 4     | 0      | —                   | —                   | —                   | —                          | —                          | —                          | 32    | 4     | 0      |
| C. A. Lanús Argentina | 1.ª           | 2010-11       | 16    | 1     | 0      | —                   | —                   | —                   | —                          | —                          | —                          | 16    | 1     | 0      |
| C. A. Lanús Argentina | 1.ª           | 2011-12       | 28    | 2     | 0      | 1                   | 0                   | 0                   | 3                          | 0                          | 0                          | 32    | 2     | 0      |
| C. A. Lanús Argentina | 1.ª           | 2012-13       | 21    | 2     | 0      | 2                   | 0                   | 0                   | —                          | —                          | —                          | 23    | 2     | 0      |
| C. A. Lanús Argentina | 1.ª           | 2013-14       | 35    | 2     | 1      | —                   | —                   | —                   | 20                         | 2                          | 1                          | 55    | 4     | 2      |
| C. A. Lanús Argentina | 1.ª           | 2024-25       | 20    | 0     | 0      | —                   | —                   | —                   | 6                          | 1                          | 0                          | 26    | 1     | 0      |
| C. A. Lanús Argentina | Total club    | Total club    | 120   | 7     | 1      | 3                   | 0                   | 0                   | 29                         | 2                          | 1                          | 152   | 9     | 2      |
| Santos Laguna · México | 1.ª           | 2014-15       | 39    | 4     | 2      | 10                  | 1                   | 1                   | —                          | —                          | —                          | 49    | 5     | 3      |
| Santos Laguna · México | 1.ª           | 2015-16       | 33    | 1     | 0      | —                   | —                   | —                   | 7                          | 1                          | 0                          | 40    | 2     | 0      |
| Santos Laguna · México | 1.ª           | 2016-17       | 36    | 8     | 0      | 7                   | 1                   | 0                   | —                          | —                          | —                          | 43    | 9     | 0      |
| Santos Laguna · México | 1.ª           | 2017-18       | 33    | 2     | 1      | 8                   | 0                   | 0                   | —                          | —                          | —                          | 41    | 2     | 1      |
| Santos Laguna · México | Total club    | Total club    | 141   | 15    | 3      | 25                  | 2                   | 1                   | 7                          | 1                          | 0                          | 173   | 18    | 4      |
| C. A. Boca Juniors Argentina | 1.ª           | 2018-19       | 18    | 1     | 0      | 8                   | 0                   | 0                   | 12                         | 0                          | 0                          | 38    | 1     | 0      |
| C. A. Boca Juniors Argentina | 1.ª           | 2019-20       | 17    | 1     | 0      | 1                   | 1                   | 0                   | 7                          | 0                          | 0                          | 25    | 2     | 0      |
| C. A. Boca Juniors Argentina | 1.ª           | 2020-21       | 0     | 0     | 0      | 23                  | 3                   | 0                   | 18                         | 0                          | 0                          | 41    | 3     | 0      |
| C. A. Boca Juniors Argentina | 1.ª           | 2021-22       | 25    | 0     | 1      | 13                  | 1                   | 0                   | 3                          | 0                          | 0                          | 41    | 1     | 1      |
| C. A. Boca Juniors Argentina | 1.ª           | 2022          | —     | —     | —      | —                   | —                   | —                   | 1                          | 0                          | 0                          | 1     | 0     | 0      |
| C. A. Boca Juniors Argentina | Total club    | Total club    | 60    | 2     | 1      | 45                  | 5                   | 0                   | 41                         | 0                          | 0                          | 146   | 7     | 1      |
| Real Sporting de Gijón · España | 2.ª           | 2022-23       | 34    | 1     | 1      | 1                   | 0                   | 0                   | —                          | —                          | —                          | 35    | 1     | 1      |
| Real Sporting de Gijón · España | 2.ª           | 2023-24       | 24    | 1     | 0      | 1                   | 0                   | 0                   | —                          | —                          | —                          | 25    | 1     | 0      |
| Real Sporting de Gijón · España | Total club    | Total club    | 58    | 2     | 1      | 2                   | 0                   | 0                   | 0                          | 0                          | 0                          | 60    | 2     | 1      |
| Total carrera | Total carrera | Total carrera | 397   | 30    | 6      | 75                  | 7                   | 1                   | 77                         | 3                          | 1                          | 549   | 40    | 8      |
| (1) Incluye datos de la Liga MX, Copa MX, Campeón de Campeones, (2014-18) Superliga Argentina, Supercopa Argentina, Copa Argentina y Copa de la Liga (2010-14 / 2018-22). (2) Incluye datos de la Copa Libertadores (2018-22) y Copa Sudamericana (2013). (3) No incluye goles en partidos amistosos. |               |               |       |       |        |                     |                     |                     |                            |                            |                            |       |       |        |

## Palmarés

### Campeonatos nacionales
| Título               | Equipo        | País      | Año     |
| -------------------- | ------------- | --------- | ------- |
| Copa MX              | Santos Laguna | México    | 2014    |
| Liga MX              | Santos Laguna | México    | 2015    |
| Campeón de Campeones | Santos Laguna | México    | 2014-15 |
| Liga MX              | Santos Laguna | México    | 2018    |
| Supercopa Argentina  | Boca Juniors  | Argentina | 2018    |
| Primera División     | Boca Juniors  | Argentina | 2019-20 |
| Copa de la Liga      | Boca Juniors  | Argentina | 2020    |
| Copa Argentina       | Boca Juniors  | Argentina | 2019-20 |
| Copa de la Liga      | Boca Juniors  | Argentina | 2022    |

### Campeonatos internacionales
| Título            | Equipo      | Sede            | Año  |
| ----------------- | ----------- | --------------- | ---- |
| Copa Sudamericana | C. A. Lanús | América del Sur | 2013 |

### Distinciones individuales
| Distinción                              | Año    |
| --------------------------------------- | ------ |
| Equipo Ideal de la Copa Sudamericana    | 2013   |
| Incluido en el Once Ideal de la Liga MX | C-2018 |